# Kraftsdorf
Kraftsdorf ist eine thüringische Gemeinde im Landkreis Greiz bei Gera. Ein bedeutender Wirtschaftszweig ist die Herstellung von Wurstwaren.

## Geographie
Das eigentliche Kraftsdorf sowie die Ortsteile Töppeln, Niederndorf, Harpersdorf und Oberndorf liegen im Tal des Erlbachs. Rüdersdorf, Grüna, Pörsdorf und Mühlsdorf liegen auf einer Hochfläche nördlich des Erlbachtals. Kaltenborn liegt südlich davon in einem Seitental. Es besitzt einen Bahnhof an der Bahnstrecke Weimar–Gera sowie die Autobahnabfahrten „Hermsdorf-Ost“ und „Rüdersdorf“ an der Bundesautobahn 4.

### Nachbargemeinden
Angrenzende Gemeinden sind Bad Köstritz, Lindenkreuz und Saara im Landkreis Greiz, Bad Klosterlausnitz, die Stadt Hermsdorf, Reichenbach, St. Gangloff und Tautenhain im Saale-Holzland-Kreis sowie die kreisfreie Stadt Gera.

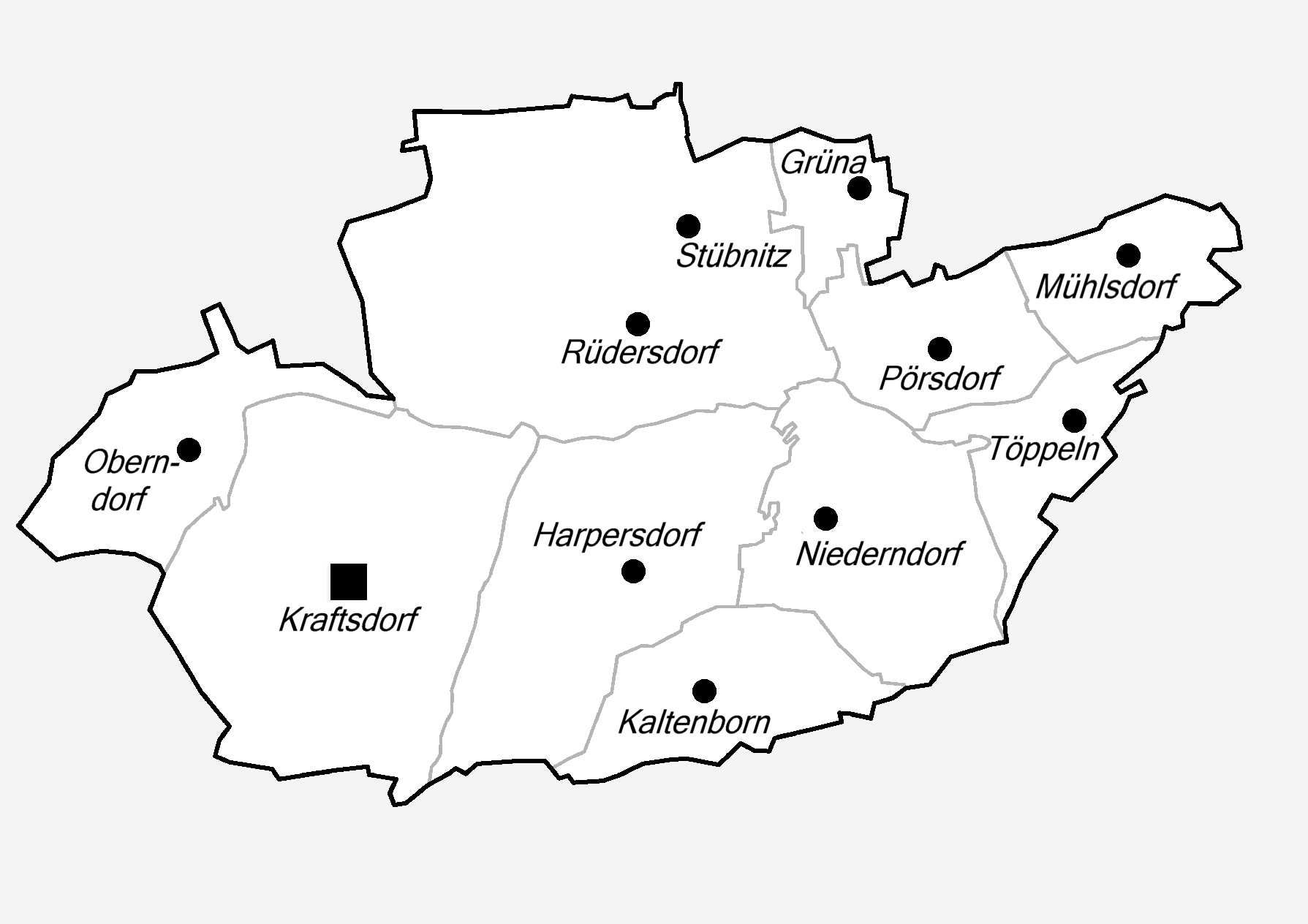
Gemeindegliederung

### Gemeindegliederung
Die Einheitsgemeinde Kraftsdorf besteht aus vier Ortschaften mit insgesamt zehn Dörfern:
- Ortschaft Kraftsdorf
  - Harpersdorf
  - Kraftsdorf
  - Oberndorf
- Ortschaft Niederndorf
  - Kaltenborn
  - Niederndorf
- Ortschaft Rüdersdorf
  - Grüna
  - Rüdersdorf (mit Stübnitz)
- Ortschaft Töppeln
  - Mühlsdorf
  - Pörsdorf
  - Töppeln

## Geschichte
Kraftsdorf wurde im Jahre 1256 erstmals urkundlich erwähnt, als der Markgraf Heinrich von Meißen dem Kloster Lausnitz die beiden Dörfer Kraftsdorf und Hermsdorf übereignete. Kraftsdorf war bis 1920 in einen altenburgischen und einen reußischen Anteil geteilt.
Der altenburgische Anteil gehörte zum wettinischen Kreisamt Eisenberg, welches aufgrund mehrerer Teilungen im Lauf seines Bestehens unter der Hoheit verschiedener Ernestinischer Herzogtümer stand. Der reußische Anteil gehörte zur Herrschaft Gera des Fürstentums Reuß jüngerer Linie. Ab 1920 gehörten beide Ortsteile zum Freistaat Thüringen.
1876 wurde die Bahnlinie Weimar-Gera eingeweiht und der Kraftsdorfer Bahnhof in Betrieb genommen. Dadurch nahm das Steinmetzgewerbe im Sandstein einen großen Aufschwung. Dessen Produkte fanden beim Bau der Göltzschtalbrücke Verwendung. Am 1. Oktober 1922 erfolgte die Vereinigung der beiden getrennten Ortsteile (altenburgischer Anteil mit 142 Ew., reußischer Anteil mit 644 Ew.)Volkszählungsergebnisse 1919
Der Kraftsdorfer Otto Vestewig (1909–1944) wurde als Wehrmachtsdeserteur am 28. April 1944 wegen "Fahnenflucht" im Zuchthaus Brandenburg-Görden hingerichtet.
Im Wald bei Oberndorf errichtete die Wehrmacht 1936 die Luftmunitionsanstalt 5/IV (Muna), wobei später auch Häftlinge aus dem KZ Buchenwald eingesetzt wurden. Im Lager waren bis zu 500 Häftlinge untergebracht, die Schneisen in den Wald trieben und Holzsäulen errichteten zur Lagerung von Bomben. Auf zwei Todesmärschen 1945 wurden 400 Häftlinge getrieben. An sie erinnert seit 1985 ein Gedenkstein im Park des Landesfachkrankenhauses Stadtroda.

### Religionen

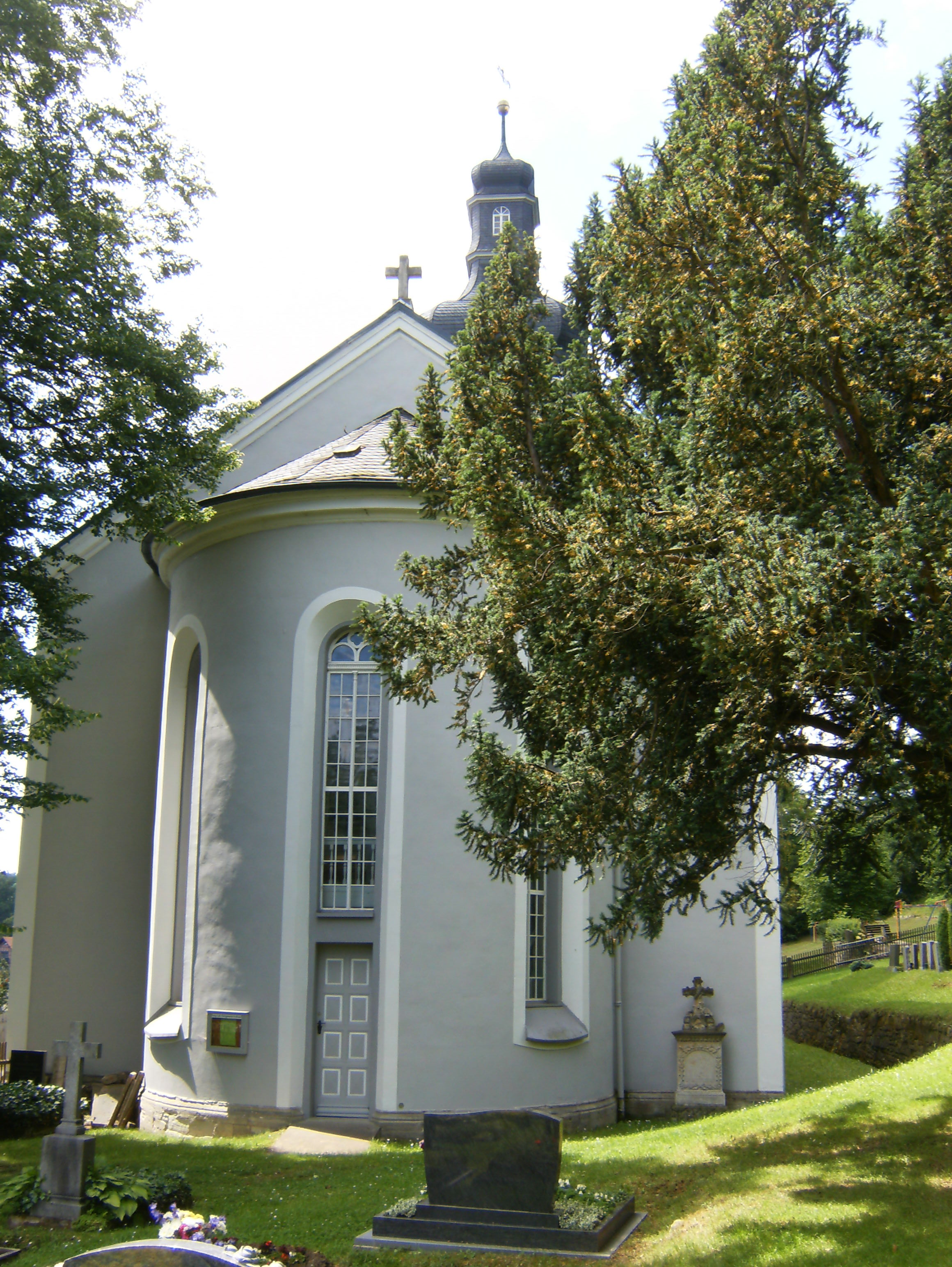
Kirche Kraftsdorf

In der Gemeinde sind vier Religionsgemeinschaften bekannt. Die größte Gruppe ist die Evangelisch-Lutherische Kirchgemeinde. Zu ihr gehören die Kirche St. Peter und Paul in Kraftsdorf und die Kirchen in Harpersdorf, Niederndorf, Mühlsdorf, Pörsdorf, Rüdersdorf und Reichhardtsdorf. In den Seelsorgebezirk fallen ebenfalls die Ortsteile Kaltenborn und Grüna. Pfarrer des Kirchspiels ist seit Mai 2006 Christian Kurzke, Pfarrsitz des Kirchspiels ist Rüdersdorf.
Weitere Religionsgemeinschaften sind die Evangelische Freikirche, die Römisch-Katholische Kirche und die Neuapostolische Kirche. Das Gotteshaus der Neuapostolischen Kirche liegt im Ortsteil Oberndorf, das der Römisch-Katholischen Gemeinde St. Josef in Hermsdorf.

### Eingemeindungen
Am 1. Januar 1997 wurden die bisher selbstständigen Gemeinden Kraftsdorf (seit dem 1. Juli 1950 mit Harpersdorf und Oberndorf), Niederndorf (seit dem 1. Juli 1950 mit Kaltenborn), Rüdersdorf (seit dem 1. Juli 1950 mit Grüna) und Töppeln (seit dem 1. Juli 1950 mit Mühlsdorf und Pörsdorf) zu einer Einheitsgemeinde zusammengelegt.

### Einwohnerentwicklung
Entwicklung der Einwohnerzahl (jeweils zum 31. Dezember):
| - 1994: 1688 - 1995: 1677 - 1996: 1714 - 1997: 4246 - 1998: 4315 - 1999: 4393 | - 2000: 4458 - 2001: 4439 - 2002: 4441 - 2003: 4423 - 2004: 4352 - 2005: 4305 | - 2006: 4286 - 2007: 4248 - 2008: 4180 - 2009: 4111 - 2010: 4075 - 2011: 3981 | - 2012: 3969 - 2013: 3904 - 2014: 3835 - 2015: 3803 - 2016: 3780 - 2017: 3785 | - 2018: 3728 - 2019: 3726 - 2020: 3730 - 2021: 3711 - 2022: 3699 |

 Datenquelle: Thüringer Landesamt für Statistik

## Kultur und Sehenswürdigkeiten
Der Fußballverein Kraftsdorfer SV 03 verfügt über einen Fußballplatz mit Sportlerheim. Der Fußballmannschaft gelang mit Abschluss der Saison 2007/2008 der Aufstieg in die Landesklasse Ost (7. Liga). Des Weiteren ist im Ortsteil Rüdersdorf der TSV 1880 Rüdersdorf zu finden, welcher über eine Sportanlage mit Sportlerheim, Außenkabine, Trainings- und Sportplatz verfügt. In der Gemeinde gibt es fast in jedem Ortsteil einen Maibaumsetzer-Verein.

## Wirtschaft und Infrastruktur

### Wirtschaft
Im Ortsteil Rüdersdorf wird ab 16. November 2010 im Auftrag der Solaris Kraftwerk GmbH der größte Freiflächen-Solarpark Thüringens errichtet, unter Schirmherrschaft des Thüringer Bauministeriums und unter Verwendung chinesischer PV-Module. Die Kosten der Anlage liegen bei knapp 20 Mio. Euro, die Jahresleistung wird mit 7 Millionen Kilowattstunden angegeben.

### Verkehr

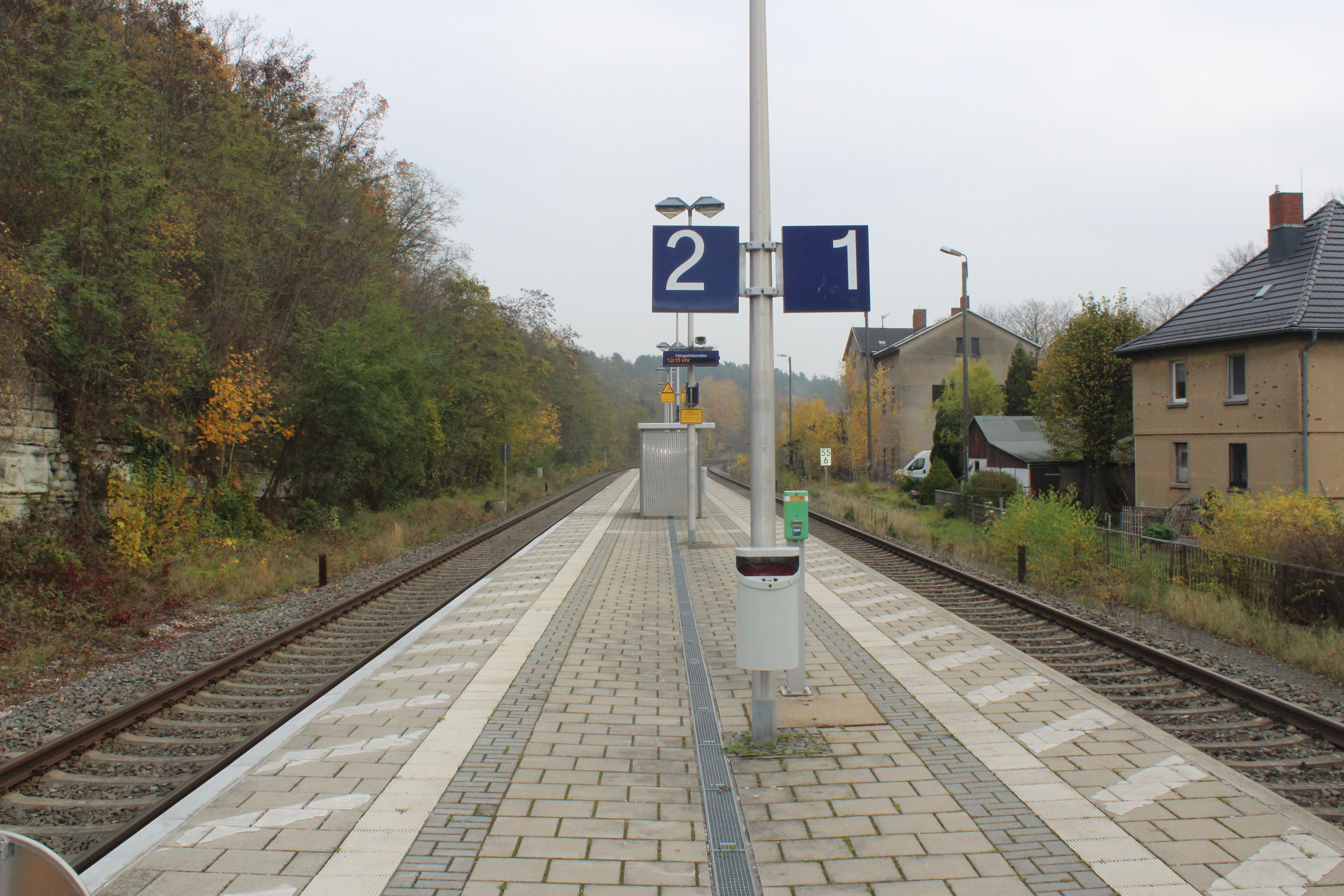
Haltepunkt Kraftsdorf (2017)

Durch das Gebiet der Gemeinde Kraftsdorf verlaufen die Bundesautobahn 4 mit der Anschlussstelle Rüdersdorf sowie die Bahnstrecke Weimar–Gera mit dem Bahnhof Kraftsdorf, dem Bahnhof Töppeln und dem früheren Block Oberndorf.
Die Bahnhöfe/Haltepunkte (heute nur noch Bedarfshalt) sind jeweils stündlich mittels der Nahverkehrs-Zuglinie RB 21 Weimar – Jena West – Jena-Göschwitz – Stadtroda – Hermsdorf-Klosterlausnitz – Gera Hbf an die Region und die Umsteigebahnhöfe zum Fern- und überregionalen Nahverkehr angebunden.
Die Geraer Verkehrsbetriebe unterhalten die Linie 20 von Gera-Untermhaus nach Harpersdorf an. Endstation ist die Sporthalle in Harpersdorf. Regelmäßig besteht auch eine regionale Busverbindung von Gera über Kraftsdorf nach Hermsdorf.

### Bildung
Die Gemeinde Kraftsdorf verfügt über 4 Kindergärten mit Hort, eine Grundschule sowie eine Sporthalle. Im Juni 2007 wurde der Schulumbau der ehemaligen Regelschule Harpersdorf zur Grundschule feierlich abgeschlossen. Zuvor war die Grundschule in Töppeln untergebracht.

### Wasserver- und Abwasserentsorgung
Die Gemeinde Kraftsdorf ist Mitglied im Zweckverband Wasser / Abwasser Mittleres Elstertal. Dieser übernimmt für die Gemeinde die Trinkwasserversorgung und Abwasserentsorgung.

### Naturschutz
Das Landesverwaltungsamt Weimar untersagte Ende 2009 den Bau von drei Windkraftanlagen bei Rüdersdorf und im Januar 2010 den Bau von sieben WKA (geplante Höhe 150 m) bei Kraftsdorf. Die Begründung lautete: Unvereinbarkeit mit dem Naturschutz, insbesondere Vogel- und Fledermausschutz.

## Persönlichkeiten
- Karl Friedrich Sachse (1803–1885), Gutsbesitzer und Politiker
- Otto Schlag (1889–1944), kommunistischer Politiker, Mitglied des Preußischen Landtags
- Kurt Günther (1893–1955), Maler, lebte ab 1932 in Kaltenborn
- Roland Erb (* 1943), Schriftsteller und Lyriker, geboren in Töppeln